# Oscar Chalupsky
Oscar Chalupsky (Sudáfrica, 1 de marzo de 1963) es un deportista sudafricano que compitió en piragüismo en la modalidad de aguas tranquilas.
Participó en los Juegos Olímpicos de 1992 en Barcelona , llegando a semifinales en la prueba de K4 1000 m.
Fue vencedor de la prueba de K-2 del Descenso Internacional del Sella en 1986, en conjunto con su hermano Herman bajo licencia alemana, al estar aún en vigor las sanciones a deportistas sudafricanos por el apartheid. Su padre Paul fue también vencedor en 1967.